# Pie derecho

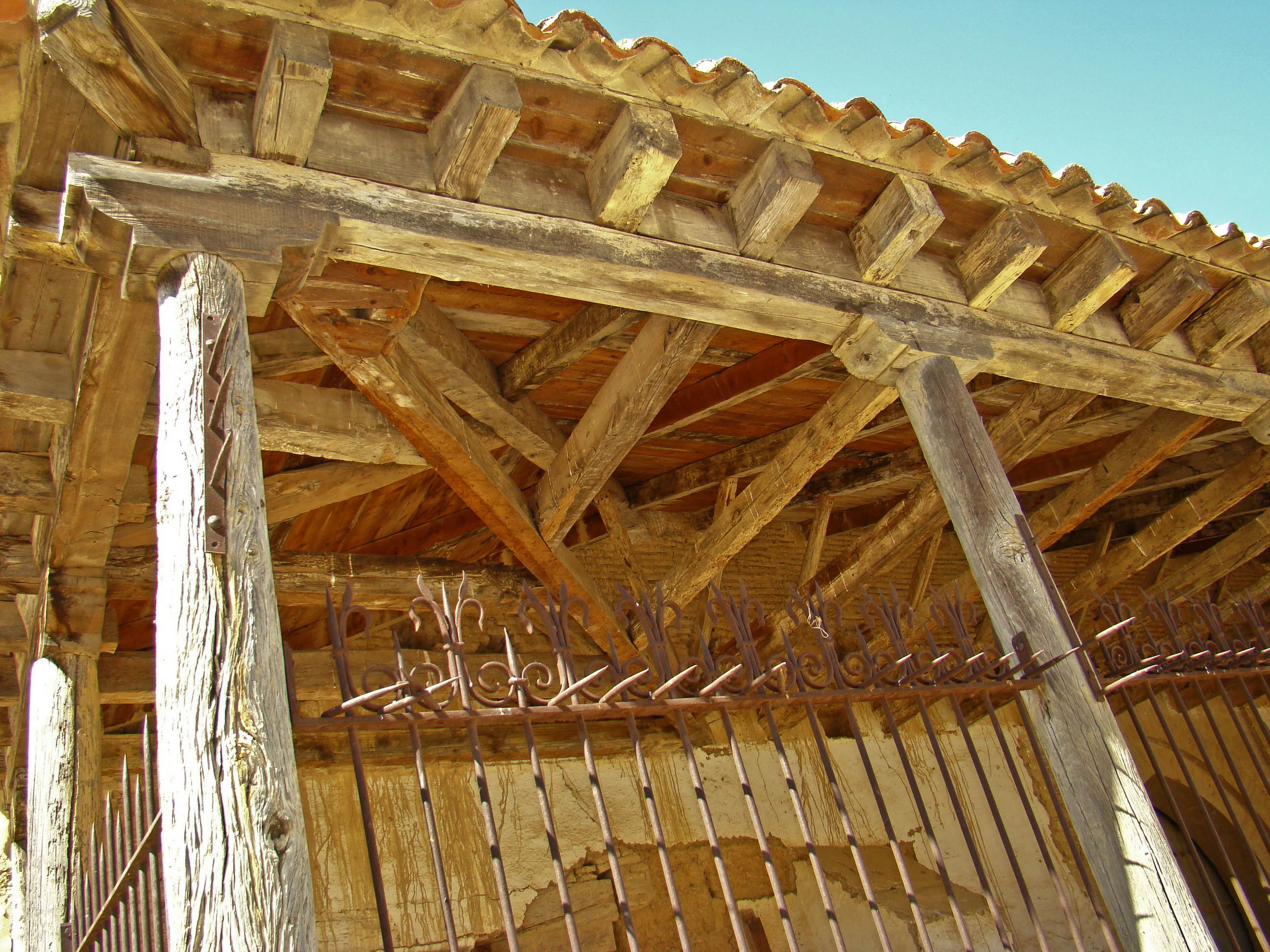
Dos pies derechos apeando el atrio de la iglesia de Sta. María Arbas

En arquitectura, se llama pie derecho al madero vertical que sirve para apear otro horizontal o inclinado. El pie derecho suele llevar zapata arriba o abajo.
Se pueden distinguir los siguientes tipos de pie derecho:
- Pie derecho de guion. El que en una pared va de abajo arriba y guía la construcción de la fábrica.
- Pie derecho de elección de puerta. En los entramados o tabiques de carpintería, es el madero que sirve de larguero a una puerta o ventana.
- Pie de tercia. La tabla que tiene un pie de tabla y una tercia de canto.